# Ульяновский колледж градостроительства и права
Ульяновский колледж градостроительства и права — областное государственное бюджетное профессиональное образовательное учреждение, до 29.06.2021 года — Ульяновский строительный колледж. Основан в 1919 году в г. Ульяновск.

## История

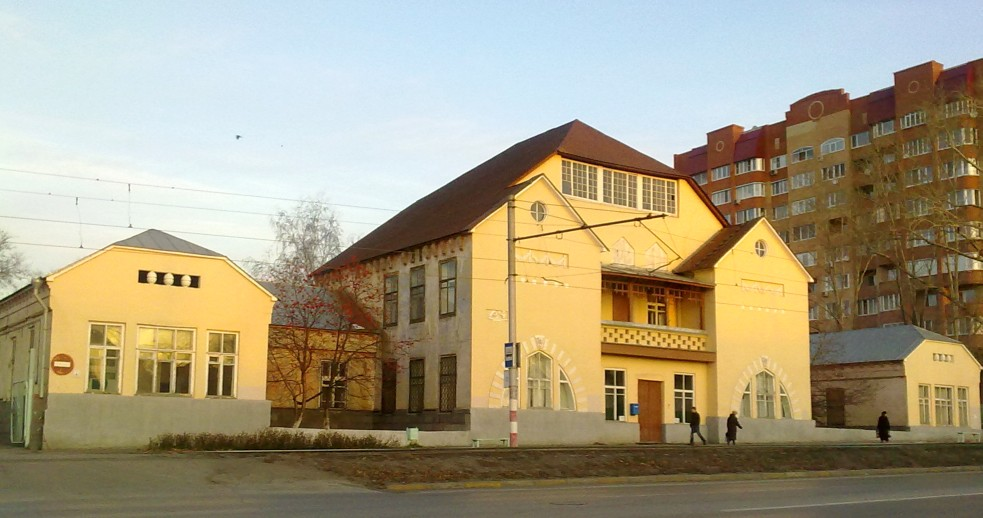
Первое здание колледжа (1919 - 1921).

Колледж ведёт свою историю с 10 сентября 1919 года, когда коллегия губернского совнархоза приняла решение о создании в г. Симбирске политехнических курсов для лиц обоего пола с двумя отделениями: архитектурно-строительным (инженерно-строительное, механическое) и курсы техников второго разряда (десятников) с отделениями: архитектурно-строительное; дорожно-строительное; мелиорационное, гидротехническое, электротехническое. Срок обучения — 3 и 2,5 года. Руководил курсами избранный на педагогическом совете гражданский инженер П. И. Овчаренко. Первый выпуск в 10 человек состоялся в 1922 году.

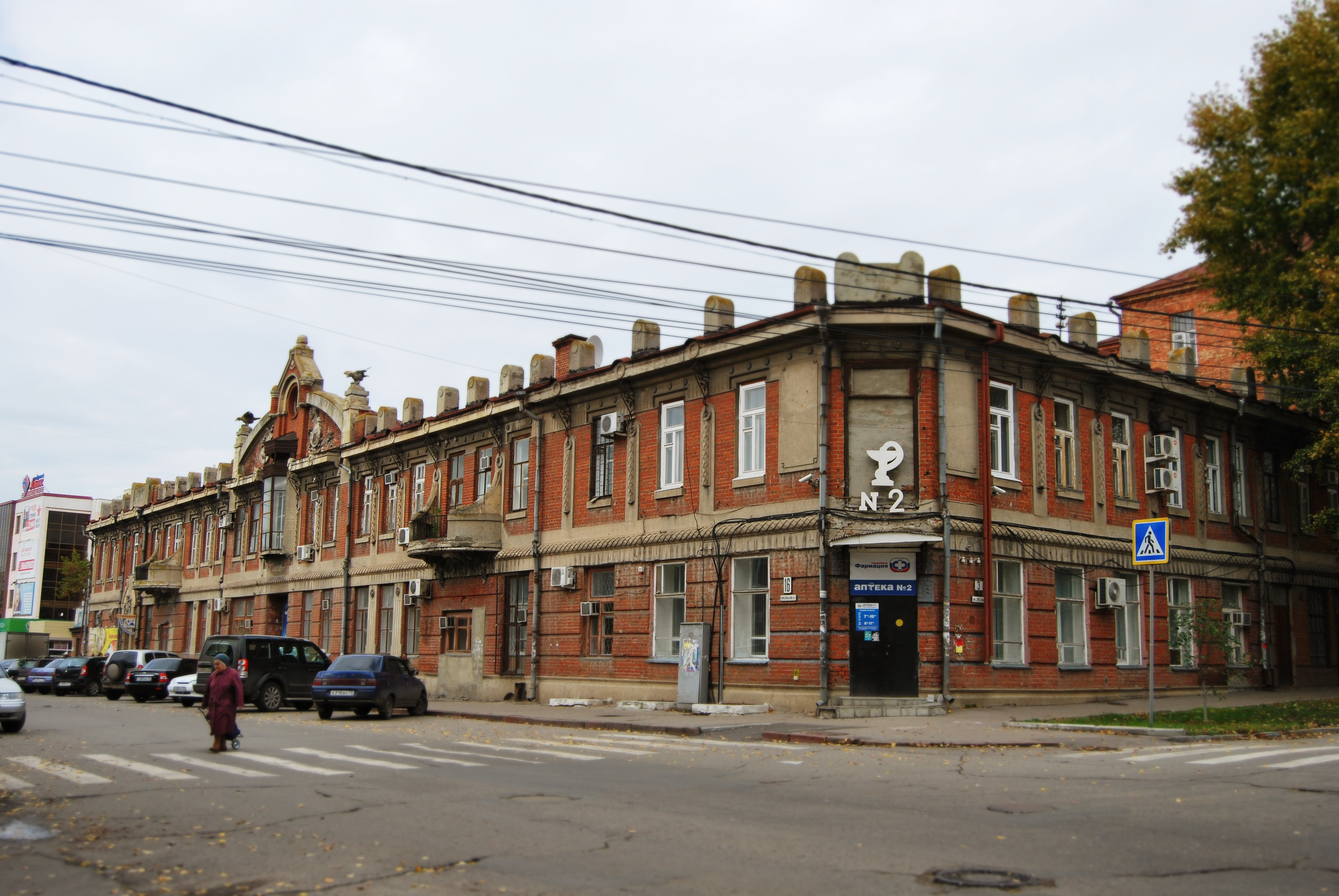
Здание бывшего межевого училища, где с 1923 по 1929 гг. размещался колледж.

В 1923 году курсы были преобразованы в Симбирский строительный техникум (с 1924 г. — Ульяновский), первый выпуск состоялся в 1927 году.                                                                                                                                                                                                                          

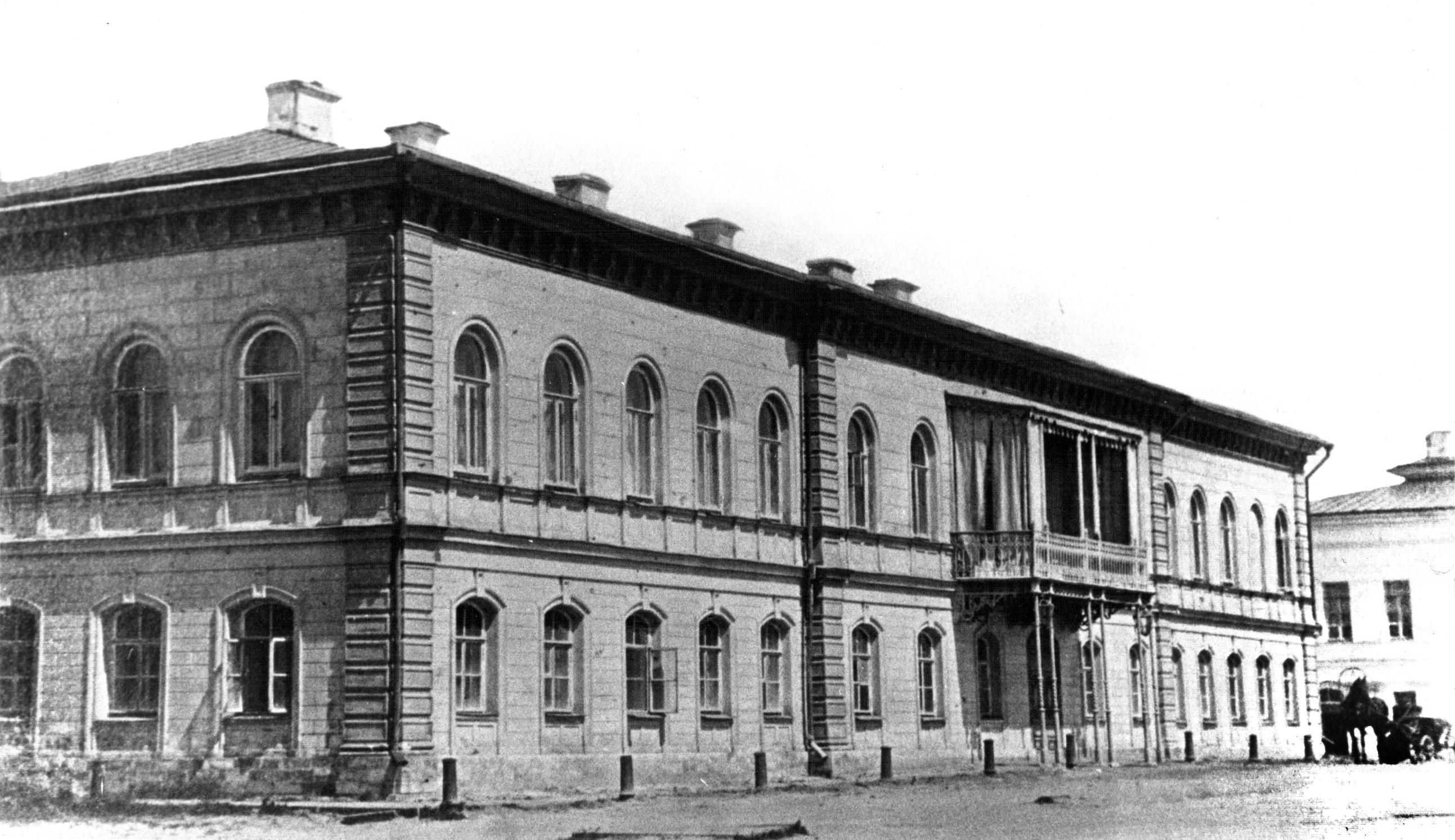
Бывший «Губернаторский дом», где с 1929 по 1942 гг. размещался колледж.

В 1929 году техникуму было предоставлено отдельное здание на ул. Коммунистической (бывший Губернаторский дом).
В июле 1942 году техникум был эвакуирован в г. Сенгилей, где занятия проводились в помещении средней школы в 3-ю смену, но к сентябрю 1942 года занятия возобновились в г. Ульяновске, подготовка велась по двум специальностям: промышленное и гражданское строительство и водоснабжение и канализация.

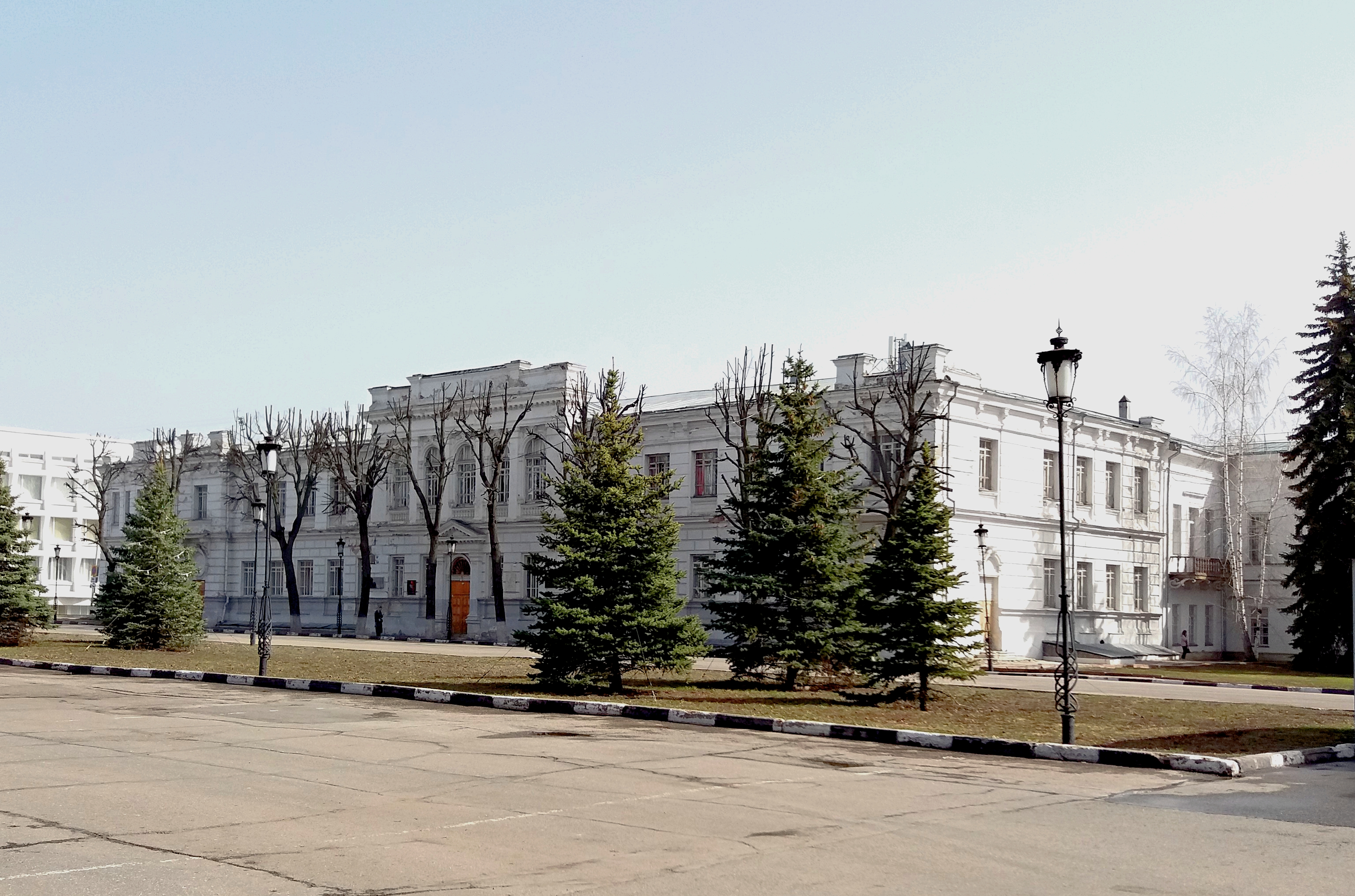
Здание бывшей второй мужской гимназии, где с 1921 по 1923 гг. размещался колледж.

24 июня 1944 года приказом Всесоюзного комитета по делам Высшей школы при СНК СССР № 142-Т техникум переименован в Ульяновский техникум гражданского строительства.
В 1949 году была введена новая специальность — электротехника.
17 августа 1955 года приказом Министерства городского и сельского строительства СССР № 190 техникум снова переименован в Ульяновский строительный техникум.
В 1956 году техникум получил новое трёхэтажное здание на ул. Советской, 20 (ныне Спасская улица), которое было снесено в 1968 году, ввиду строительства Ленинского мемориала.
В разные годы техникум готовил специалистов по следующим специальностям: технология вяжущих веществ, планирование в строительстве, бухгалтерский учёт в строительстве.
В 1969 году техникум был переведён в новое здание на ул. Любови Шевцовой, 57.
26 ноября 1991 года техникум преобразован в колледж. В этот период здесь работали дневное и заочное отделения; готовили по трём специальностям: строительство зданий и сооружений; экономика и контроль в строительстве, организация строительства. Срок обучения был увеличен до 4,5 (на базе неполного среднего образования) и 3,5 лет (на базе среднего образования).
С 18 октября 1993 года колледж имеет филиал в г. Новоульяновске, который передан в состав Ульяновского строительного колледжа актом Государственного Комитета Российской Федерации по вопросам архитектуры и строительства, как Новоульяновский филиал Ульяновского строительного колледжа.
В 2014 году здесь открылась Детская архитектурная академия.
29 июня 2021 года Ульяновский строительный колледж переименован в Ульяновский колледж градостроительства и права.

## Современность
К 100-летнему юбилею колледж выпустил более 35 тысяч специалистов. Сегодня колледж имеет хорошую материальную базу: 28 кабинетов, 5 лабораторий, актовый зал, кабинет дипломного проектирования; два спортивных зала, столовую на 360 мест, библиотеку с читальным залом и книжным фондом в 52 тыс. экз., учебно-производственные мастерские с пятью цехами; стадион, тир, два общежития на 760 мест. Работает ресурсный центр «Бош», студенты показывают хорошие результаты на международных конкурсах, таких как WorldSkills.                                                                                                                                                                                                           
23 апреля 2015 года состоялся второй этап военно-патриотической игры среди студентов ссузов «Ульяновец», посвященной 70-й годовщине Победы в Великой Отечественной войне, в которой победила команда Ульяновского строительного колледжа. 

### Специальности
08.02.01 — Строительство и эксплуатация зданий и сооружений
08.02.05 — Строительство и эксплуатация автомобильных дорог и аэродромов
08.02.08 — Монтаж и эксплуатация оборудования и систем газоснабжения
35.02.03 — Технология деревообработки
07.02.01 — Архитектура
21.02.06 — Информационные системы обеспечения градостроительной деятельности
40.02.02 — Правоохранительная деятельность
18.02.05 — Производство тугоплавких неметаллических и силикатных материалов и изделий
08.01.24 — Мастер столярно-плотничных, паркетных и стекольных работ
08.01.25 — Мастер отделочных строительных и декоративных работ
15.01.05 — Сварщик (ручной и частично механизированной сварки (наплавки)

## Директорат
- Иван Александрович Иванов (1919 — 1921), заведующий[8].

- Овчаренко П. И. (1921 — 1923), первый директор[8].

- Кожевников Д. Д. (1923 — 1926)[8],

- Шубин П. П.  (1926 — 1935)[8],

- Павлов П. М. (1935 — 1937)[8],

- Юрий Михайлович Абсалямов (1937 — 1962)[9],

- Владимир Михайлович Марченко (1962 — 1995), заслуженный учитель школы РСФСР[9],

- Евгений Иосифович Новицкий (1995 — 2005), почётный строитель Российской Федерации[9],

- Рустям Рахибович Ямбаев (2005 — 2016), почётный строитель Российской Федерации, почётный работник профессионального образования[9][10][11],

- Александр Владимирович Назаренко (2017 — по н. в.), кандидат экономических наук, доктор педагогических наук[9].

## Известные преподаватели
- Трапицын Азарий Иванович — русский художник, живописец-пейзажист, работал в техникуме с 1920 по 1933 гг.[12].

- Вольсов Феофан Евтихиевич — российский, советский архитектор, работал в техникуме [13].

- Колбёшин Анатолий Иванович — работал учителем физики и электротехники[14].

## Известные выпускники
- Земляков Василий Иванович — Герой Советского Союза, выпускник 1931 г.[15]

- Миронов Василий Григорьевич — Герой Советского Союза, выпускник 1939 г.[16][17].

- Паничкин Михаил Степанович — Герой Советского Союза, выпускник 1938 г.[16][18].

- Алексеев Борис Павлович — Герой Советского Союза, окончил первый курс строительного техникума[19].

- Троицкий Николай Александрович — русский инженер-строитель, архитектор, политический деятель, прозаик[20].

- Евзеров Владимир Эдуардович — советский и российский композитор и певец, Заслуженный артист РФ (2004), выпускник 1974 г. [21][22][23].

- Снежкин Виктор Александрович — Заслуженный строитель Российской Федерации (1998), Почётный гражданин Ульяновска, выпускник 1966 г.[24]

- Садретдинова Алсу Мубракшевна — министр строительства и архитектуры Ульяновской области, Почётный строитель РФ, выпускник 1986 г. [25]

- Митропольская Марина Георгиевна (игумения Магдалина (Митропольская)) — настоятельница Свято-Владимирского подворья в г. Ульяновске игумения Михаило-Архангельского женского монастыря (с. Комаровка) Ульяновской области, окончила техникум в 1963 г.[26][27]

- Голенко Евгений Иванович — главный архитектор Ульяновска, главный инженер института «Ульяновскгражданпроект», окончил техникум в 1935 г.[28][29]

## Галерея

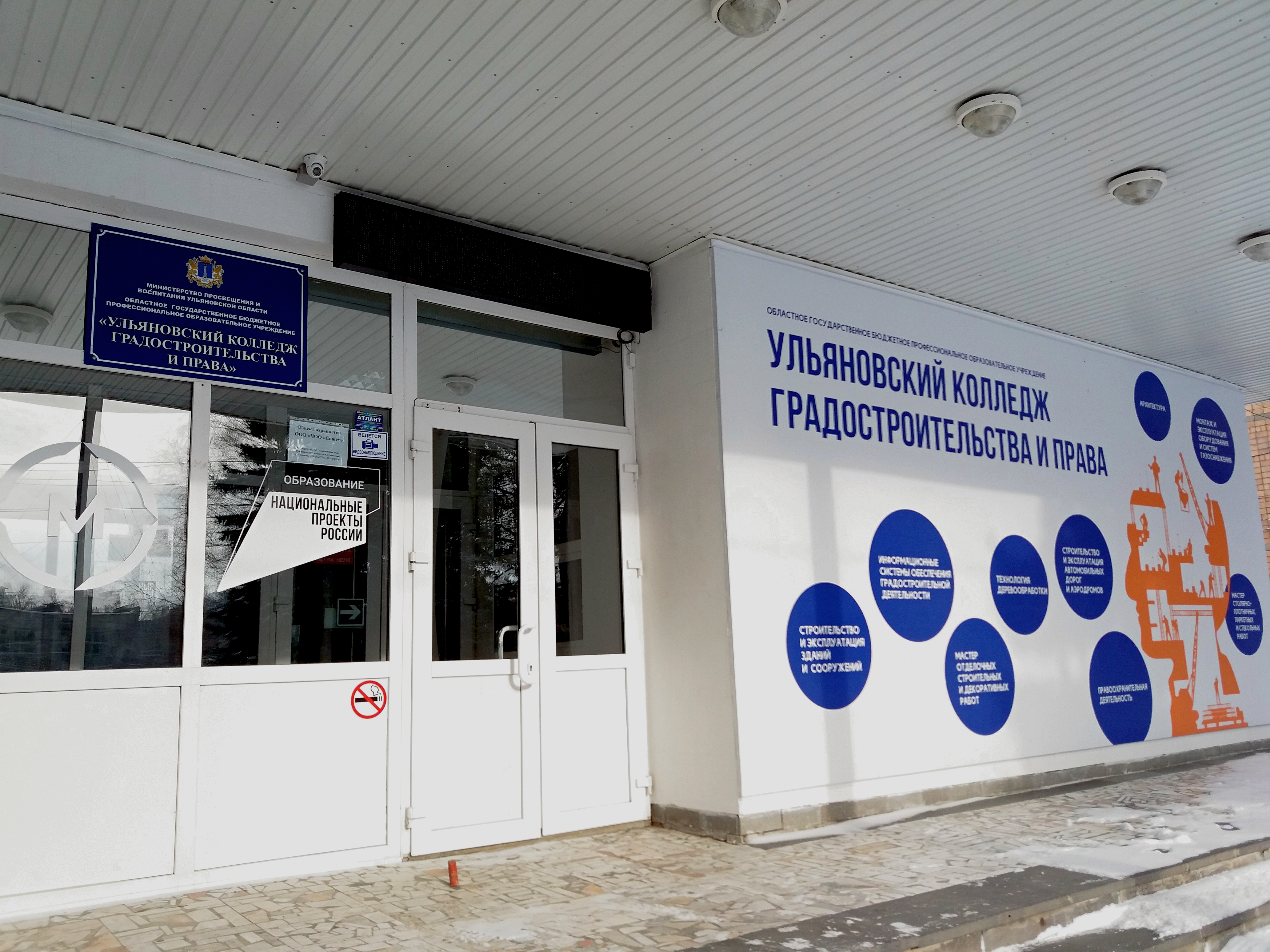
Вход в Ульяновский колледж градостроительства и права.
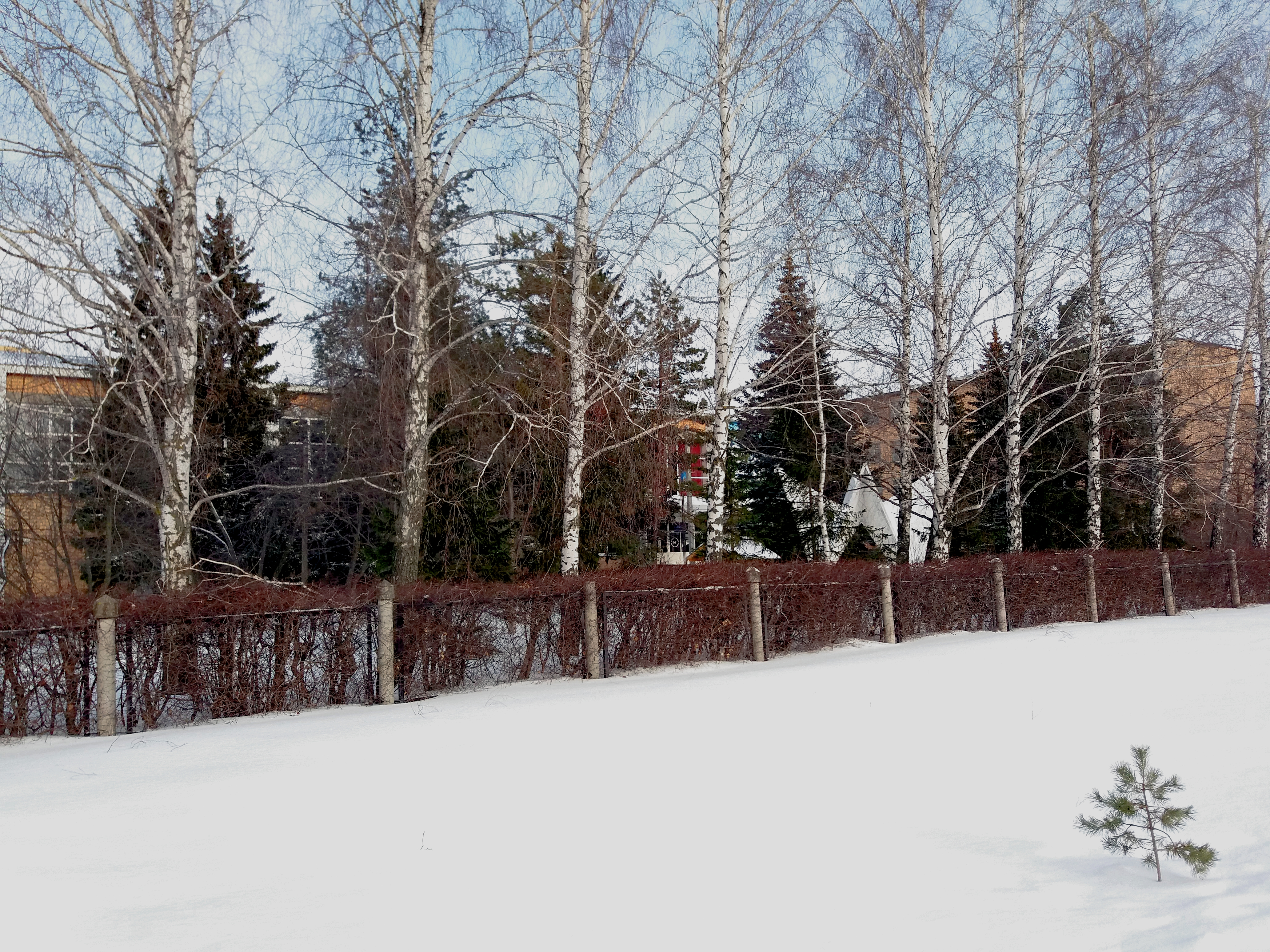
Ульяновский колледж градостроительства и права.
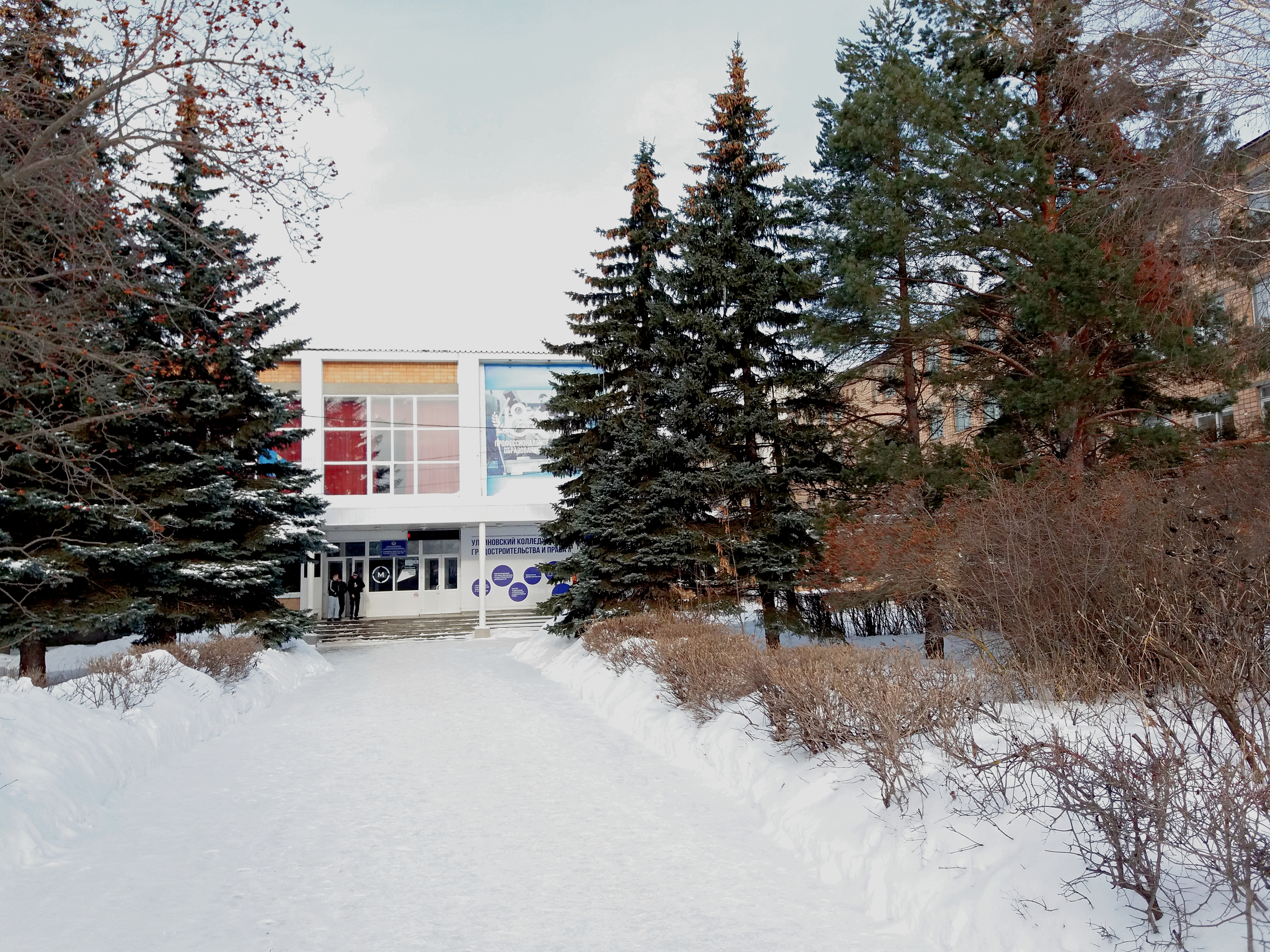
Ульяновский колледж градостроительства и права.